# Kaiserzipf
Kaiserzipf är en höjd 13 km sydväst om Wien i Österrike. Den ligger i  förbundslandet Wien. Kaiserzipf ligger 342 meter över havet.